# Daniel Regenberg
Daniel Regenberg (* 1976) ist ein deutscher Pianist, Komponist und Filmemacher.

## Leben
Regenberg studierte Mathematik und Philosophie an der HU-Berlin und Jazzklavier/Popularmusik an der Hochschule für Musik Hanns Eisler (Berlin). Zusätzlich absolvierte er einen Aufbaustudiengang in Filmkomposition an der Filmuniversität Babelsberg.
Regenberg arbeitete als Komponist und Pianist an zahlreichen Bühnen, unter anderem in Berlin am Maxim-Gorki Theater, an der Volksbühne, an der Komischen Oper, am Deutschen Theater und am Hebbel am Ufer, in Hamburg am Thalia Theater und dem Deutschen Schauspielhaus, weiterhin am Schauspiel Köln, am Schauspielhaus Bochum, am Schauspielhaus Zürich, am Staatstheater Stuttgart sowie am Dramaten in Stockholm. Regie führten hierbei unter anderem Oliver Frljić, Milan Peschel, Nicolas Stemann, Karin Beier, Karin Henkel, Sebastian Baumgarten und Ivan Panteleev. Des Weiteren komponierte und produzierte Regenberg die Musik für mehrere abendfüllende Tanzstücke. Die Uraufführung von Elfriede Jelineks Stück „Die Schutzbefohlenen“ wurde eingeladen, das Berliner Theatertreffen zu eröffnen, hierbei spielte Regenberg auch live.
Regenberg komponierte und produzierte die Musik für mehrere Filme, unter anderem für den mit einem Emmy ausgezeichneten Dokumentarfilm „Slahi und seine Folterer“ (Regie John Goetz und Ben Hopkins) sowie den vielfach prämierten Animationsfilm „Obon“.
Als Initiator, Drehbuchautor und Regisseur schuf Regenberg mit zahlreichen Mitwirkenden im Jahr 2008 die Webserie „Torstraße intim“, welche als erste deutsche Web-Sitcom gilt. Die zwölf Folgen umfassen insgesamt eine Spielzeit von etwa sechs Stunden. Es spielten unter anderem Maria Kwiatkowsky, Tina Pfurr, Volksbühnen-Dramaturg Carl Hegemann, Zazie de Paris, Margarita Broich, Sabine Vitua, Marie-Lou Sellem, Linda Pöppel, Friederike Kempter, Jana Pallaske und René Pollesch. Regenberg selbst spielte auch zwei Charaktere, des Weiteren komponierte er die Filmmusik.
Mit seinem Bruder Jerker Kluge veröffentlichte Regenberg zwei Alben.
Zusammen mit seiner früheren Lebensgefährtin Maria Kwiatkowsky entwickelte Regenberg die Kunstfigur „Paff Meisi“, und unter diesem Namen veröffentlichten sie ein Album im Label der Volksbühne Berlin – „Intimtattoo“. Ebenso mit dieser Figur, dem so genannten „King of Cock“, veranstalteten die beiden monatlich an der Volksbühne die „Laid Night Show“ mit wechselnden Gästen.
Regenberg lebt in Berlin.

## Theatermusiken (Auswahl)
- 2010: „Die Banditen“, Theater Neumarkt Zürich, Regie Sebastian Baumgarten
- 2010: „Im Weißen Rößl“ (live-Klavier), Komische Oper Berlin, Regie Sebastian Baumgarten
- 2010: „Anna fährt zur Uni“, Volksbühne Berlin, Regie Ivan Panteleev
- 2012: „Der Idiot“, Schauspiel Köln, Regie Karin Henkel
- 2014: „Die Schutzbefohlenen“, Thalia Theater, Regie Nicolas Stemann
- 2015: „Die Zehn Gebote“ (Dekalog), Schauspielhaus Zürich, Regie Karin Henkel
- 2016: „Unterwerfung“, Deutsches Schauspielhaus Hamburg, Regie Karin Beier
- 2018: „Mephisto“, Schauspiel Hannover, Regie Milan Peschel
- 2018 „Freiheit in Krähwinkel“, Schauspielhaus Bochum, Regie Milan Peschel
- 2018 „Die Gerechten“, Maxim Gorki Theater, Regie Sebastian Baumgarten
- 2018: „Die Letzten“, Theater Magdeburg, Regie Milan Peschel
- 2020: „Hermannschlacht“, Schauspiel Köln, Regie Oliver Frljić
- 2021: „Brüder Karamasow“, Deutsches Schauspielhaus Hamburg, Regie Oliver Frljić
- 2021: „Schande“, Schauspielhaus Bochum, Regie Oliver Frljić
- 2022: „Dantons Tod“, Maxim Gorki Theater, Regie Oliver Frljić
- 2022: „Schuld und Sühne“, Staatstheater Stuttgart, Regie Oliver Frljić
- 2022: „Mutter Courage“, Maxim Gorki Theater, Regie Oliver Frljić
- 2022: „Schuld und Sühne“, Dramaten Stockholm, Regie Oliver Frljić
- 2023: „Schlachten“, Maxim Gorki Theater, Regie Oliver Frljić

## Filmmusiken (Auswahl)
- 2018: „Obon“, Regie Anna Samo und André Hörmann
- 2020: „Nachts“[5] (auch Schauspiel), Regie Claudia Lehmann und Konrad Hempel
- 2021: „Slahi und seine Folterer“ (engl. Titel: „In Search of Monsters“), Regie John Goetz und Ben Hopkins
- 2022: „New York im Jahr der Ratte“, (Arte/WDR) Regie Tom Bergmann
- 2022: „Theorie und Praxis“ (Arte Serie), Regie Lola Randl

## Regie, Drehbuch und Musik
- 2008: Torstraße intim[6] (Webserie)

## Tonträger (Auswahl)
- 2009: Intimtattoo (mit Maria Kwiatkowsky; Label: Volksbühne Berlin)
- 2010: Algebra of Delight (mit Jerker Kluge; Label: Infracom)
- 2010: Bajka in Wonderland (mit Jerker Kluge und Bajka Pluwatsch; Label: Chinchin Records)